# بورسيرة ثلاثية الأوراق
بورسيرة ثلاثية الأوراق (الاسم العلمي:Bursera trifoliolata) هي نوع من النباتات تتبع جنس البورسيرة من الفصيلة البخورية.